# Congresso siro-palestinese

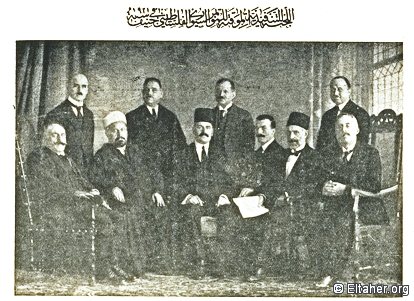
Conferenza provvisoria siro-palestinese a Ginevra, 1921

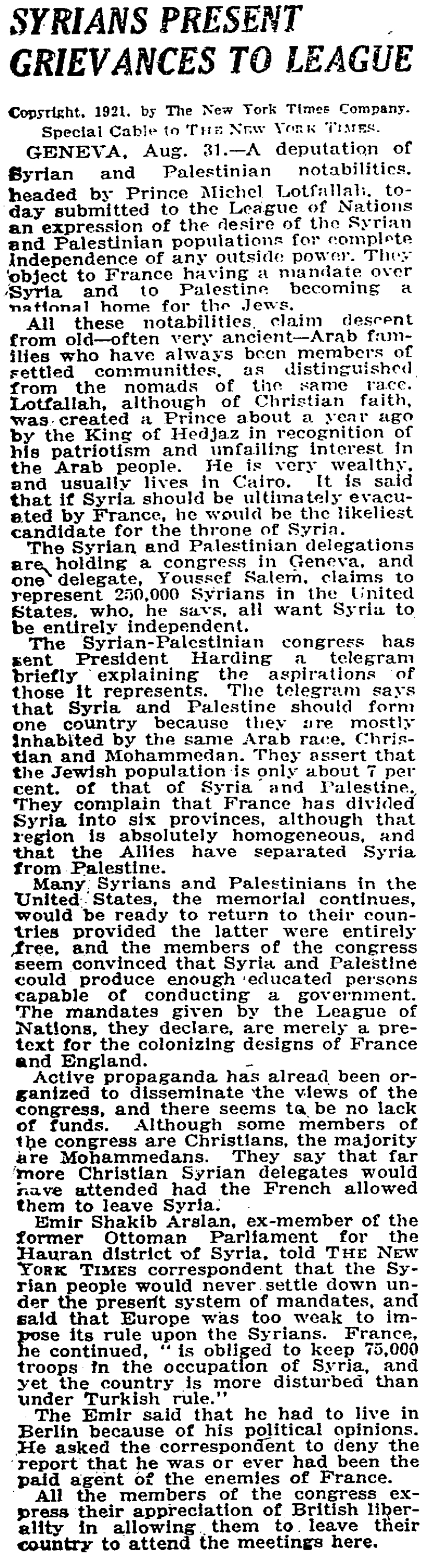
31 agosto 1921 Articolo del New York Times che descrive il lavoro della "deputazione di notabili siriani e palestinesi".

Il Congresso siro-palestinese, noto anche come Congresso siriano-palestinese, era un'organizzazione fondata il 25 agosto 1921 a Ginevra da un gruppo di esuli siriani e palestinesi sotto gli auspici del Partito dell'Unità Siriana. Lo scopo principale del congresso era quello di cercare di influenzare i termini del Mandato proposto dalla Società delle Nazioni sulla regione. Fu uno dei numerosi congressi tenuti dai nazionalisti arabi dopo il Congresso arabo del 1913.
La formazione del congresso seguì il Congresso nazionale siriano "pansiriano" del luglio 1919. L'aggiunta della Palestina al nome seguì l' accordo sui confini franco-britannici del dicembre 1920 che definiva formalmente il territorio della Palestina al di fuori della regione considerata dai nazionalisti pansiriani come Grande Siria.
Il 21 settembre, dopo ventisei giorni di discussione, il congresso riunito rilasciò una dichiarazione pubblica alla Società delle Nazioni chiedendo:
2) Riconoscimento del diritto di questi paesi ad unirsi nel quadro di un governo civile, responsabile di fronte ad un parlamento eletto dal popolo, e in associazione con le altre terre arabe;
3) Annullamento immediato del Mandato;
4) La partenza delle forze francesi e britanniche dalla Siria, Libano e Palestina;
5) L'annullamento della Dichiarazione Balfour.»

## Partecipanti
- Michel Lotfallah (Presidente)
- Rashid Rida (Vicepresidente)
- +Haj Toufic Hammad (Vicepresidente)
- Emiro Shakib Arslan (Segretario Generale)
- Toufic El-Yazigi (Assistente Segretario Generale)
- Wahba El-Issa
- Riad El-Solh
- Salah Ezzeddine
- +Shibli El-Jamal
- Ihsan El-Jabri
- George Youssef Salem
- Taan Al-Imad
- +Amin Bey Al-Tamimi
- Najib Choucair
- Toufic Fayed
- Suleiman Kanaan
- Shukri al-Quwatli
- Abd al-Rahman Shahbandar[4]

+ Questi tre delegati si recarono a Ginevra da Londra, dove facevano parte di una delegazione autorizzata dal Quarto congresso del Congresso arabo palestinese.